# 凯里华溪蟹
凯里华溪蟹（学名：Sinopotamon kenliense）为溪蟹科华溪蟹属的动物。在中国大陆，分布于贵州等地，多生活于海拔200-500 米的山区溪流石块下。